# Creu del cementiri de Vinçà
La Creu del cementiri de Vinçà és una creu situada en el cementiri de Vinçà, a la comarca del Conflent (Catalunya del Nord).
És un monument històric inventariat des del 15 d'abril del 2010. Fixada sobre un suport modern, la creu representa una crucifixió. A sota hi ha un personatge de genolls envoltat per les dues síl·labes del seu nom. És una creu del segle xv.